# Каспийская флотилия ВМФ России
Краснознамённая Каспийская флотилия — оперативное объединение ВМФ.
Главная база с 2020 года находится в городе Каспийске и имеет зону ответственности регион Каспийского моря. Является наиболее мощным военно-морским объединением в Каспийском регионе. В составе флотилии несколько бригад и дивизионов кораблей, береговые войска.
Дивизион артиллерийских катеров имеет пункты базирования в Астрахани и Махачкале.
Флагман флотилии — ракетный корабль проекта 11661К «Дагестан».

## История

### История флотилии до 1917 года
Русские купцы и мореходы издавна знакомы были с Хвалынским (Хвалисским) морем и совершали по нему торговые поездки в Персию и Ширван. Согласно сведениям арабского историка Ибн Мискавейха, ещё в 943 году древние русы совершили через Каспий опустошительный поход на богатый торговый город Бердаа (Партав) в Кавказской Албании (совр. Азербайджан).
В 1466 году по Каспийскому морю совершил путешествие русский купец Афанасий Никитин, сопровождавший посольство подьячего Василия Папина к правителю туркоманского государства Ак-Коюнлу Узун-Хасану, покорившему земли современного Азербайджана.
Московское государство получило возможность создать на Каспии собственную флотилию после ликвидации в 1556 году Астраханского ханства, но Смутное время начала XVII века затормозило этот процесс.
Такая возможность представилась только в 1634 году, когда ко двору царя Михаила Федоровича прибыло посольство от голштинского герцога Фридриха III с просьбой о разрешении для его подданных проезжать через территорию России в Персию по торговым делам. Об этом сообщает немецкий путешественник Адам Олеарий в своей книге «Описание путешествия в Московию».
Посольство также должно было договориться с русскими властями о постройке на Волге десяти кораблей. Русское правительство благосклонно отнеслось к этой просьбе, рассчитывая перенять у голштинских мастеров саму технологию постройки больших кораблей.
В конце 1634 года из Москвы в Нижний Новгород отправились шесть голштинских специалистов-корабелов, и к июню 1636 года первый корабль, построенный под руководством мастера Кордеса из Любека и названный в честь герцога Фридриха III «Фредериком», был спущен на воду.
В марте 1636 года в Москву прибыло новое голштинское посольство, которое наняло в России команду для «Фредерика» из местных иностранцев и русских. 27 октября посольство отправилось из Москвы в Персию. По данным А. Олеария, всего на «Фредерике» в Персию плыло 126 человек.
12 ноября 1636 года, когда «Фредерик» был уже недалеко от Дербента, он попал в мощный шторм, получив серьёзные повреждения, и сел на мель. В результате от достройки остальных 9 кораблей голштинцы отказались; русские власти также потеряли к ним интерес.
В 1669 году во время царствования Алексея Михайловича возникла необходимость защиты торгового Волжского пути в связи с расширением торговых отношений России и Персии. C помощью голландских корабельных мастеров в селе Дединово Коломенского уезда был заложен первый российский военный трёхмачтовый корабль — 20-пушечный «Орёл», яхта, бот и две шлюпки. Построенные суда были спущены на воду и прибыли в Астрахань, но в 1670 году во время восстания под предводительством Степана Разина эти корабли были захвачены и сожжены.
В начале XVIII века Пётр I ставит перед собой цель — завоевать побережье Каспийского моря, но на его пути стояла Персия, достаточно мощное в то время государство. Поэтому в 1704 году в Казани было основано адмиралтейство и начато строительство 200 речных лодок и 45 ластовых судов — небольших деревянных судов, предназначавшихся для обслуживания военных портов.
По указу Петра I капитан Преображенского полка Александр Бекович-Черкасский в 1715-1716 годах описал восточные берега Каспия, но в следующем 1717 году погиб во время похода в Хиву.
18 июля 1722 года десант, которым командовал сам Пётр I, вышел из Астрахани в Каспийское море. В ходе Персидского похода в августе 1722 года русские войска заняли город Дербент. А уже 15 ноября 1722 года указом Петра I был основан военный порт в Астрахани и образована военная флотилия.
После смерти Петра Великого завоевания русских на Каспии были утрачены: в связи с обострением русско-турецких отношений российское правительство, заинтересованное в союзе с Персией, по Рештскому договору (1732) и Гянджинскому трактату (1735) возвратило все прикаспийские области Персии.
В 1781 году капитан 2-го ранга граф Марко Войнович формирует в Астрахани отряд из трёх 20-пушечных фрегатов, бомбардирского судна и двух ботов, который перебазировался на полуостров Миян-Кале в Астрабадский залив на юго-востоке Каспия. Здесь создается русская колония, откуда корабли осуществляли перевозки, охраняли торговые суда, вели исследования побережья. 
Во время русско-персидской войны 1804—1813 гг. флотилия поддерживала действия сухопутных войск. В июне-июле 1805 года участвовала в Гилянской экспедиции; в августе того же года флотилия обстреливала крепость Баку и осаждала её высаженным десантом. В начале октября 1806 года участвовала во взятии Баку. В первой декаде октября 1809 года трижды обстреливала персидские войска, захватившие Ленкорань и двигавшиеся на Баку, и рассеяла их. В декабре 1812 года отряд кораблей флотилии обстреливал Ленкорань и с него был высажен десант, участвовавший 1 января 1813 года во взятии крепости. 
В 1813 году с заключением Гюлистанского мирного договора Россия приобрела монопольное право на содержание в Каспийском море военного флота.
В 1812-1818 годах на верфи Казанского адмиралтейства для флотилии строится серия 16-пушечных 3-мачтовых корветов, на одном из которых — «Казань» — капитан Н. Н. Муравьев совершил в 1819-1821 годах исследовательскую экспедицию к туркменским берегам.
С 1842 года по осень 1917 года российские корабли Каспийской флотилии постоянно базировались в Астрабадской станции на острове Ашур-Ада и в порту Энзели.
В связи с утверждением России на Кавказе и усилением британского проникновения в Среднюю Азию с 1854 года начинается планомерная работа по исследованию берегов Каспийского моря, в результате которого в начале 1860-х годов составляется Атлас Каспийского моря. Одновременно с этим с целью обеспечения безопасности плавания военных и торговых судов проводится реконструкция маяков на Апшеронском полуострове и Бакинского порта. С упразднением астраханского порта в 1867 году основные силы Каспийской флотилии окончательно перебазировались из Астрахани в Баку. Большая часть каспийской флотилии вошла в состав Астрабадской станции на Ашур-Аде.
Продолжается строительство военных кораблей для Каспийской флотилии. Всего в течение XIX века для неё были построены четыре 16-пушечных корвета, 3 бомбардирских судна, вооруженные каждое 16 орудиями, 22 вооруженных парохода, 18 бригов, имевших по 8-12 орудий, 13 шхун, из которых 10 имели по 4-6 орудий, 4 люгера (8 орудий), 2 тендера (6-8 орудий), 26 транспортов (некоторые из них имели на вооружении от 2 до 10 орудий) и другие более мелкие суда.
В конце XIX века на Каспии началась промышленная добыча нефти. Именно тогда Каспийское море привлекло к себе внимание крупнейших держав мира. К этому времени (с 1867 г.) главной базой Каспийской флотилии стал город Баку.
В начале XX века Каспийская военная флотилия состояла из 2 канонерских лодок, 4 пароходов, 2 баркасов, парусной морской баржи и 3 плавучих маяков, однако все они устарели и требовали замены. С этой целью на Новоадмиралтейском заводе в 1910 году были построены две однотипные примерно 700-тонные канонерские лодки — «Карс» и «Ардаган» — каждая из которых вооружена была двумя 120-мм и четырьмя 75-мм орудиями системы Канэ.
К началу Первой мировой войны флотилия имела в своем составе Бакинский военный порт, Асхабадскую морскую станцию, 2 канонерки, 2 посыльных судна, 2 портовых судна, отдельную флотскую роту. Служили более 30 офицеров, 18 кондукторов, около 500 сверхсрочников, унтер-офицеров и матросов.
Основными задачами флотилии были охрана торговых и рыбных промыслов на Каспии, а также отстаивание русских торгово-промышленных интересов в Иране. Поскольку флотилия некоторое время входила в состав Черноморского флота (командующий Черноморским флотом занимал должность Главного командира флота и портов Чёрного и Каспийского морей), нижним чинам была присвоена (за оборону Севастополя — черноморцами) георгиевская лента, которую личный состав носил на бескозырках.

### 1917—1922 годы
В обстановке развернувшейся в стране Гражданской войны 3 октября 1918 года по решению Военного совета Астраханского края на основе Военного флота Астраханского края была создана Астрахано-Каспийская военная флотилия Рабоче-Крестьянской Красной Армии (РККА). Основными целями её были оборона Астрахани, Нижней Волги и Каспия от интервентов, в первую очередь британского флота, а также борьба с контрреволюцией.
В октябре-ноябре 1918 года наличный состав флотилии был усилен кораблями Балтийского флота и отрядом Волжской военной флотилии. К концу 1918 года личный состав флотилии насчитывал 1170 человек.
Главной базой флотилии стала Астрахань. Силы флотилии делились сначала на 2 (речной и морской), а с весны 1919 года — на 3 отряда: Северный речной (боевые действия под Царицыном), Южный речной (операции на Ниж. Волге) и Морской (действия на Каспийском море).
Основные боевые действия, в которых участвовала Астрахано-Каспийская флотилия, начались уже в 1918 году — с приходом в Баку англичан часть кораблей флотилии была разоружена, а остальные ушли в порт Петровск (ныне Махачкала). В годы Гражданской войны каспийцы воевали на Волге и Каме, совместно с Красной Армией участвовали в боях за Казань, Симбирск, Сызрань, Самару, Астрахань, Баку и другие города.
К лету 1919 года основу наличного корабельного состава Астрахано-Каспийской военной флотилии РККА составили переведенные в начале 1919 года с Балтики эсминцы:
- «Туркменец-Ставропольский» («Альтфатер»), «Украйна» («Карл Маркс») и «Войсковой» («Фридрих Энгельс») — типа «Украйна» (1905 года постройки)[7];
- «Москвитянин» (потоплен англичанами в мае 1919 года), «Финн» («Карл Либкнехт») и «Эмир Бухарский» («Яков Свердлов») — типа «Финн» (1906 года постройки);
- «Дельный», «Деятельный», «Достойный», «Расторопный», «Сторожевой» — типа «Деятельный» (1905-1906 годов постройки)[8].

Их дополняли 3 канонерские лодки — «Терек», «Кубань», «Индигирка» — типа «Демосфен», переоборудованные из дизельных буксиров. В составе флотилии также находилось 17 вооружённых пароходов.
В то же время часть Астрахано-Каспийской военной флотилии периодически входила в состав Белого флота Белой армии. Так, потопленный английскими вспомогательными крейсерами 21 мая 1919 года в Тюб-Караганском заливе эсминец «Москвитянин» 10 января 1920 года был поднят белыми, отбуксирован в Петровск (Махачкала) для ремонта, но затем, при наступлении красных, взорван.
31 июля 1919 года приказом Реввоенсовета (РВСР) Астрахано-Каспийская флотилия Рабоче-Крестьянской Красной армии объединялась с Волжской военной флотилией. Новое формирование получило название Волжско-Каспийская военная флотилия. Личный состав флотилии составил свыше 3500 человек.
В мае 1920 года во время Энзелийской операции силами Волжско-Каспийской военной флотилии РККА под командованием Ф. Ф. Раскольникова Каспийская Белая флотилия была захвачена, английские интервенты и белогвардейские части бежали вглубь Ирана, а корабли флотилии, а также угнанные белыми гражданские суда возвратились в Баку. В числе трофеев были английские торпедные катера и гидропланы, незадолго до этого переданные белогвардейцам.

### 1922—1945 годы
В 1931 году образовалась Каспийская военная флотилия СССР, в состав которых вошли корабли флотилий союзных республик, в частности, канонерские лодки «Карс» («Ленин») и «Ардаган» («Троцкий»), с 1919 года служившие в составе флотилии Азербайджанской Советской республики.
К началу Великой Отечественной войны 1941—1945 гг. непосредственной угрозы для Каспийского морского бассейна не существовало, поэтому каспийцы продолжали нести свою дозорную службу в морском секторе. В период с 24 по 26 августа 1941 года флотилия присоединилась к частям Закавказского военного округа и провела десантную операцию в Иране, высадив тактический десант в составе горно-стрелкового полка, усиленного артиллерийским дивизионом, и поддержала артиллерийским огнём наступающие по побережью со стороны Ленкорани части горно-стрелковой дивизии.
В течение всей войны корабли Каспийской флотилии несли стационарную службу в иранских портах Пехлеви, Ноушехр, Бендер-Шах.
С 1942 года Каспийская флотилия организовывала противоминную оборону и прикрывала своими кораблями грузоперевозки, прежде всего нефти из Баку в Астрахань и Красноводск, а также доставку грузов, поступающих по ленд-лизу из иранских портов на север. Канонерки и катера флотилии поддерживали огнём части Красной армии, защищавшие Сталинград.
За боевые заслуги в годы Гражданской и Великой Отечественной войны 27 августа 1945 года Каспийская флотилия была награждена орденом Красного Знамени.

### 1945—1991 годы
В послевоенные годы флотилия продолжала играть роль стабилизирующего фактора в регионе. А ввиду удаленности от посторонних глаз, на полигонах флотилии регулярно проводили испытания новых видов вооружения, в том числе ударного экраноплана-ракетоносца «Лунь».

### 1991—н.в.
После распада СССР и преобразования бывших республик в суверенные государства флотилия была разделена между каспийскими государствами СНГ. Российская Каспийская военная флотилия перебазировалась из Баку в Махачкалу и Астрахань, ставшую её главной базой.
Главными задачами флотилии является обеспечение национально-государственных интересов страны и противодействие терроризму. Так, с апреля 2001 года подразделения морской пехоты Каспийской флотилии несколько месяцев выполняли боевые задачи по прикрытию административной границы Чечни и Дагестана и государственной границы с Грузией, отражая попытки бандформирований прорваться в горные районы Чечни и Дагестана. Кроме того, уже более 15 лет обсуждается вопрос раздела нефтяных месторождений и биоресурсов Каспия и в этих условиях Каспийская флотилия является той силой, которая поддерживает ведущую роль России на самом большом замкнутом море Земли.
В настоящее время в состав флотилии входят ракетные сторожевые корабли (корветы УРО), малые ракетные и артиллерийские корабли, ракетные и артиллерийские катера, десантные корабли на воздушной подушке, базовые и рейдовые тральщики, части морской пехоты, береговых артиллерийских войск.
В 2010 году Каспийская флотилия вошла в состав Южного военного округа.
В 2010 году был заложен малый ракетный корабль проекта 21631 «Град Свияжск» (шифр «Буян-М», ракетный аналог проекта «Буян», водоизмещение 949 тонн) и первый серийный малый ракетный корабль проекта 21631 «Углич», которые строятся для Каспийской флотилии. В августе 2011 года заложен «Великий Устюг» — второй серийный малый ракетный корабль проекта 21631 для Каспийской флотилии.
В декабре 2011 года вошёл в состав Каспийской флотилии малый артиллерийский корабль проекта 21630 «Волгодонск».
В начале 2012 года планировалось передать флотилии второй сторожевой корабль проекта 11661К «Дагестан». Однако в январе 2012 года, находясь на швартовных испытаниях в Чёрном море в районе Новороссийска, сторожевой корабль «Дагестан» получил серьёзные повреждения во время шторма, сроком его вступления в строй после ремонта был установлен июль 2012 года. В июле 2012 года — после ремонта и проведения испытаний на Каспии (стрельбы) — сторожевой корабль «Дагестан» принял участие в параде в честь Дня ВМФ в Астрахани. Также этот корабль активно был задействован в манёврах «Кавказ-2012».
В 2013 году МРК «Град Свияжск» с установленным ракетным комплексом «Калибр» начал ходовые испытания на Каспии с последующим базированием в Махачкале. 22 августа — 3 сентября 2013 года однотипный МРК «Углич» перешёл по внутренним водным путям для прохождения испытаний из Зеленодольска в Астрахань. В декабре МРК «Град Свияжск» прошёл все испытания, готовится к вхождению в состав флотилии, «Углич» закончит испытания во 2-й декаде декабря.
Для службы поисковых и аварийно-спасательных работ Каспийской флотилии предусмотрено строительство 3-х рейдовых катеров комплексного аварийно-спасательного обеспечения проекта 23040. Первые 2 таких аварийно-спасательных катера прибудут на Каспийскую флотилию для проведения всех этапов государственных испытаний с июня по ноябрь 2014 года.
Во второй половине 2014 года на флотилию поступит МРК проекта 21631 «Буян-М» — «Великий Устюг», спасательно-буксирное судно «СБ-45», 3 рейдовых катера комплексного аварийно-спасательного обеспечения «РВК-933», «РВК-946», «РВК-1045».
Осенью 2014 года были выведены из состава и списаны ракетные катера проекта 206-МР: «Карачаево-Черкесия», «Боровск» и «Будённовск»

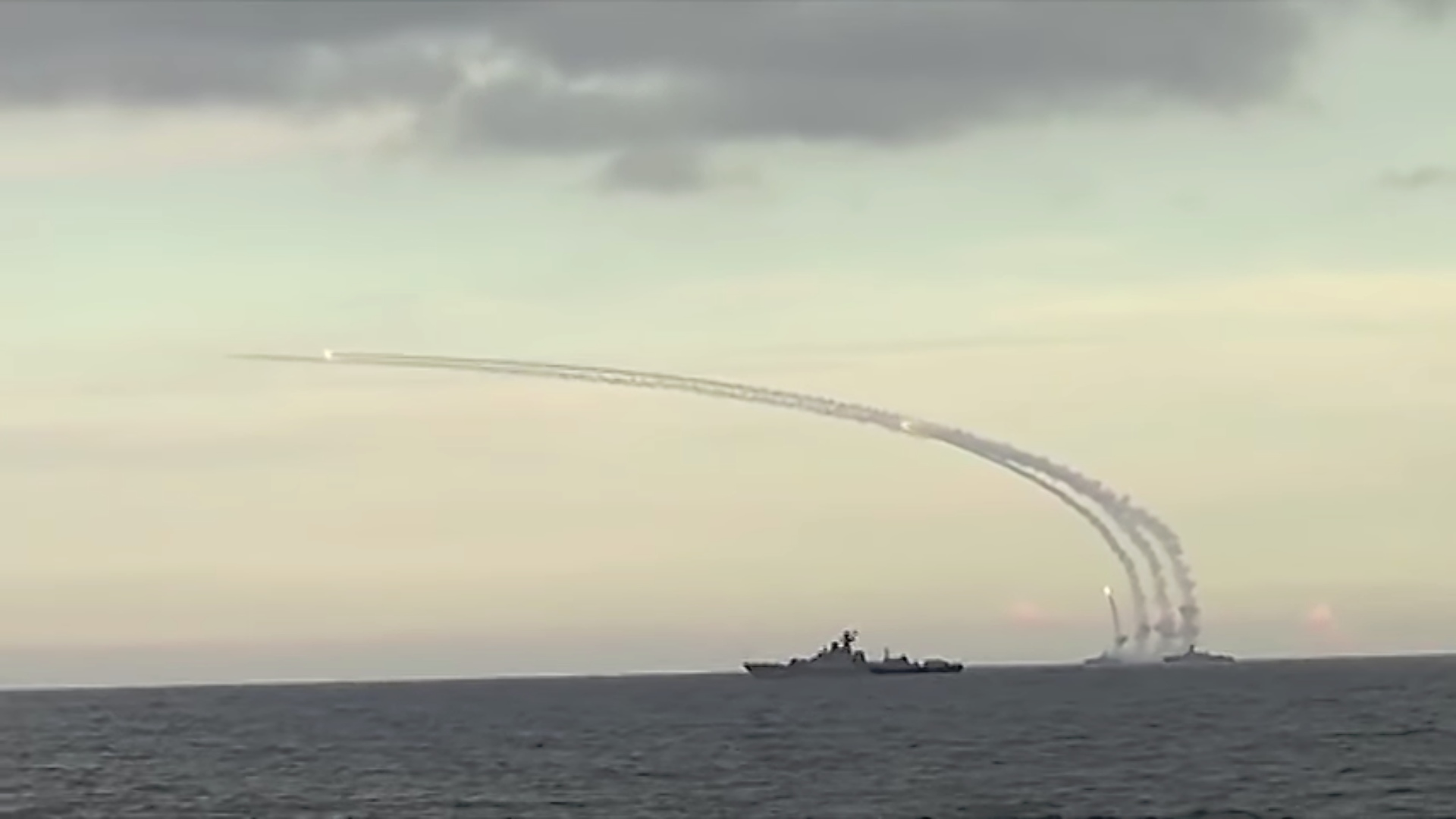
Запуск крылатых ракет «Калибр» кораблями Каспийской флотилии

7 октября 2015 года флотилия приняла участие в военной операции России в Сирии: четыре ракетных корабля Каспийской флотилии выпустили по позициям ИГ 26 ракет. 20 ноября корабли флотилии (ракетный корабль «Дагестан» и малые ракетные корабли «Углич», «Град Свияжск» и «Великий Устюг») выпустили 18 крылатых ракет по семи целям в провинциях Ракка, Идлиб и Алеппо. Согласно докладу министра обороны РФ Сергея Шойгу, все цели были поражены.
На начало 2016 года Каспийская флотилия была на 85 % оснащена новыми кораблями и судами.
В 2024 году сообщалось о вероятном участии Каспийской флотилии ВМФ РФ в российской агрессии против Украины. В этом же году вооружённые силы Украины впервые нанесли удары по Каспийску, где базируется российская каспийская флотилия. По данным «РБК-Украина», были повреждены ракетные корабли «Татарстан» и «Дагестан».

## Совершенствование инфраструктуры с 2017 года
В августе 2017 года Минобороны России принято решение о совершенствовании инфраструктуры Каспийской флотилии. В апреле 2018 года министр обороны России генерал армии Сергей Шойгу заявил, что основной базой флотилии вместо Астрахани станет Каспийск. На 2018 год активно велось строительство береговой инфраструктуры и жилья, окончание строительства было запланировано на 2020 год.
По мнению генерал-майора запаса, председателя совета директоров Национальной ассоциации объединений офицеров запаса Вооруженных Сил России Владимира Богатырева, передислокация флотилии вызвана преимущественно стратегическими соображениями, согласно которым Каспийск как место постоянного базирования расположен удобнее и ближе к оперативному театру военных действий в Ближневосточном регионе, чем Астрахань.
Другой вероятной причиной может быть прогнозируемое рядом специалистов падение уровня Каспийского моря в северной его части, затрудняющее эксплуатацию там относительно крупных ракетных кораблей проектов 11661К и 21631.
Количество офицеров и военнослужащих, проходящих службу на Каспийской флотилии, будет увеличено в несколько раз.
В 2018 году на базе 414-го и 727-го отдельных батальонов морской пехоты сформирован 177-й полк морской пехоты.

## Корабельный состав
| Сторожевые корабли проекта 11661К «Гепард» По классификации НАТО — Gepard-class frigate                            | «Татарстан»                          | Зеленодольский ССЗ        | 691        | 31.08.2003 | В строю      |
| Сторожевые корабли проекта 11661К «Гепард» По классификации НАТО — Gepard-class frigate                            | «Дагестан»                           | Зеленодольский ССЗ        | 693        | 28.11.2012 | В строю      |
| Малые корабли — 9 + 1                                                                                              |                                      |                           |            |            |              |
| Малые артиллерийские корабли проекта 21630 «Буян» По классификации НАТО — Buyan-class corvette                     |                                      |                           |            |            |              |
| «Астрахань» | Приморский ССЗ (Санкт-Петербург)     | 017                       | 01.09.2006 | В строю    |              |
| «Волгодонск» | Приморский ССЗ (Санкт-Петербург)     | 018                       | 20.12.2011 | В строю    |              |
| «Махачкала» | Приморский ССЗ (Санкт-Петербург)     | 020                       | 04.12.2012 | В строю    |              |
| Малые ракетные корабли проекта 21631 «Буян-М» По классификации НАТО — Buyan-M-class corvette                       |                                      |                           |            |            |              |
| «Град Свияжск» | Зеленодольский ССЗ                   | 652                       | 27.07.2014 | В строю    |              |
| «Углич» | Зеленодольский ССЗ                   | 653                       | 27.07.2014 | В строю    |              |
| «Великий Устюг» | Зеленодольский ССЗ                   | 651                       | 19.11.2014 | В строю    |              |
| Малые ракетные корабли проекта 22800 «Каракурт» По классификации НАТО — Karakurt-class corvette                    | «Амур»                               | ССЗ «Залив» (Керчь)       | 646        | 26.08.2024 | В строю      |
| Малые ракетные корабли проекта 22800 «Каракурт» По классификации НАТО — Karakurt-class corvette                    | «Туча»                               | Зеленодольский ССЗ        | 606        | 21.12.2024 | В составе ЧФ |
| Малые ракетные корабли проекта 22800 «Каракурт» По классификации НАТО — Karakurt-class corvette                    | «Тайфун»                             | Зеленодольский ССЗ        |            | 2025       | Испытания    |
| Ракетные катера проекта 12418 «Молния» По классификации НАТО — Tarantul-class corvettes                            | «Ступинец»                           | ССЗ «Вымпел» (Рыбинск)    | 705        | 2025       | Испытания    |
| Боевые катера — 10                                                                                                 |                                      |                           |            |            |              |
| Катера специального назначения проекта 21980 «Грачонок» По классификации НАТО — Grachonok-class anti-saboteur ship |                                      |                           |            |            |              |
| «Юнармеец Каспия»                                                                                                  | Зеленодольский ССЗ                   | 600                       | 15.10.2013 | В строю    |              |
| «Юнармеец Татарстана»                                                                                              | Зеленодольский ССЗ                   | 601                       | 20.10.2018 | В строю    |              |
| «Юнармеец Дагестана»                                                                                               | Зеленодольский ССЗ                   | 602                       | 30.08.2019 | В строю    |              |
| Артиллерийские катера проекта 1204 «Шмель» По классификации НАТО — Shmel-class river gunboat                       |                                      |                           |            |            |              |
| АК-223 | ССЗ «Залив» (Керчь)                  | 045                       | 22.06.1969 | В строю    |              |
| АК-248 | ССЗ «Залив» (Керчь)                  | 047                       | 30.11.1971 | В строю    |              |
| АК-201 | ССЗ «Залив» (Керчь)                  | 042                       | 30.06.1972 | В строю    |              |
| АК-209 | ССЗ «Залив» (Керчь)                  | 044                       | 29.09.1972 | В строю    |              |
| Артиллерийский катер проекта 1400М «Гриф» По классификации НАТО — Zhuk-class patrol boat                           |                                      |                           |            |            |              |
| АК-326 | ССЗ «Море» (Феодосия)                | 050                       | 1989       | В строю    |              |
| Патрульные катера проекта 03160 «Раптор» По классификации НАТО — Raptor-class patrol boat                          | П-434                                | Ленингра́дский ССЗ «Пелла» | 002        | 08.09.2018 | В строю      |
| Патрульные катера проекта 03160 «Раптор» По классификации НАТО — Raptor-class patrol boat                          | П-436                                | Ленингра́дский ССЗ «Пелла» | 603        | 2021       | В строю      |
| Десантные катера — 8                                                                                               |                                      |                           |            |            |              |
| Десантные катера проекта 11770 «Серна» По классификации НАТО — Serna-class landing boat                            |                                      |                           |            |            |              |
| Д-156 | ССЗ «Волга» (Нижний Новгород)        | 723                       | 29.12.1999 | В строю    |              |
| Д-131 | ССЗ «Волга» (Нижний Новгород)        | 722                       | 30.12.2002 | В строю    |              |
| Д-172 | ССЗ «Волга» (Нижний Новгород)        | 724                       | 27.12.2005 | В строю    |              |
| «Алексей Суханов»                                                                                                  | ССЗ «Волга» (Нижний Новгород)        | 726                       | 30.12.2008 | В строю    |              |
| Д-178 | ССЗ «Волга» (Нижний Новгород)        | 725                       | 29.05.2013 | В строю    |              |
| «Заур Омаров» | ССЗ «Волга» (Нижний Новгород)        | 721                       | 29.05.2013 | В строю    |              |
| Десантный катер проекта 1176 «Акула» По классификации НАТО — Ondatra-class landing craft                           |                                      |                           |            |            |              |
| Д-185 | Азовская судоверфь (Азов)            | 727                       | 30.12.2000 | В строю.   |              |
| Десантный катер проекта 21820 «Дюгонь» По классификации НАТО — Dyugon-class landing craft                          |                                      |                           |            |            |              |
| «Атаман Платов» | ССЗ «Волга» (Нижний Новгород)        | 728                       | 21.12.2010 | В строю    |              |
| Тральщики — 7 |                                      |                           |            |            |              |
| Рейдовые тральщики проекта 697ТБ                                                                                   |                                      |                           |            |            |              |
| РТ-59 | Астраханский ССЗ                     | 360                       | 26.10.1976 | В строю    |              |
| РТ-181 | Астраханский ССЗ                     | 362                       | 11.11.1980 | В строю    |              |
| Рейдовый тральщик проекта 1258 «Корунд» По классификации НАТО — Yevgenya-class minesweeper                         |                                      |                           |            |            |              |
| РТ-71 | Средне-Невский ССЗ (Санкт-Петербург) | 361                       | 30.06.1981 | В строю    |              |
| Рейдовые тральщики проекта 10750 По классификации НАТО — Lida-class minesweeper                                    |                                      |                           |            |            |              |
| РТ-233 | Средне-Невский ССЗ (Санкт-Петербург) | 363                       | 09.09.1994 | В строю    |              |
| РТ-234 | Средне-Невский ССЗ (Санкт-Петербург) | 364                       | 28.08.1996 | В строю    |              |
| Базовые тральщики проекта 1265 «Яхонт» По классификации НАТО — Sonya-class minesweeper                             |                                      |                           |            |            |              |
| «Герман Угрюмов»                                                                                                   | ССЗ «Авангард» (Петрозаводск)        | 562                       | 25.10.1988 | В строю    |              |
| «Магомед Гаджиев»                                                                                                  | ССЗ «Авангард» (Петрозаводск)        | 561                       | 30.11.1997 | В строю    |              |

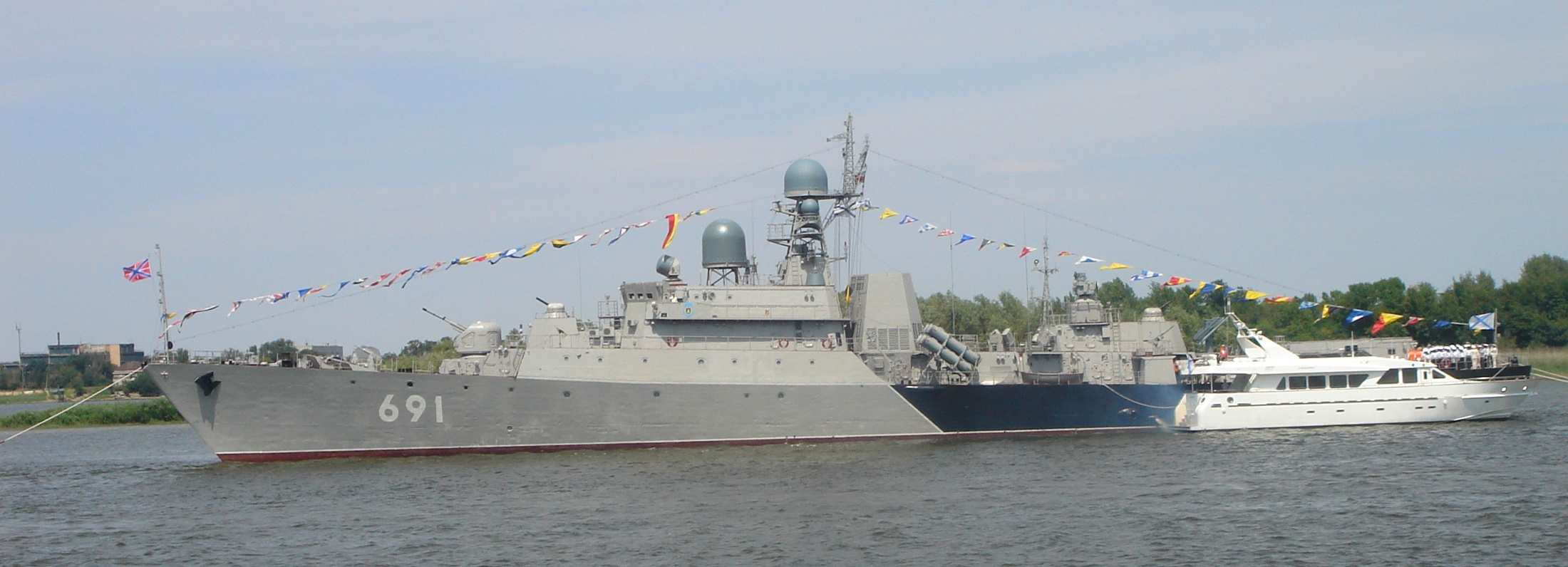
Ракетный корабль «Татарстан»
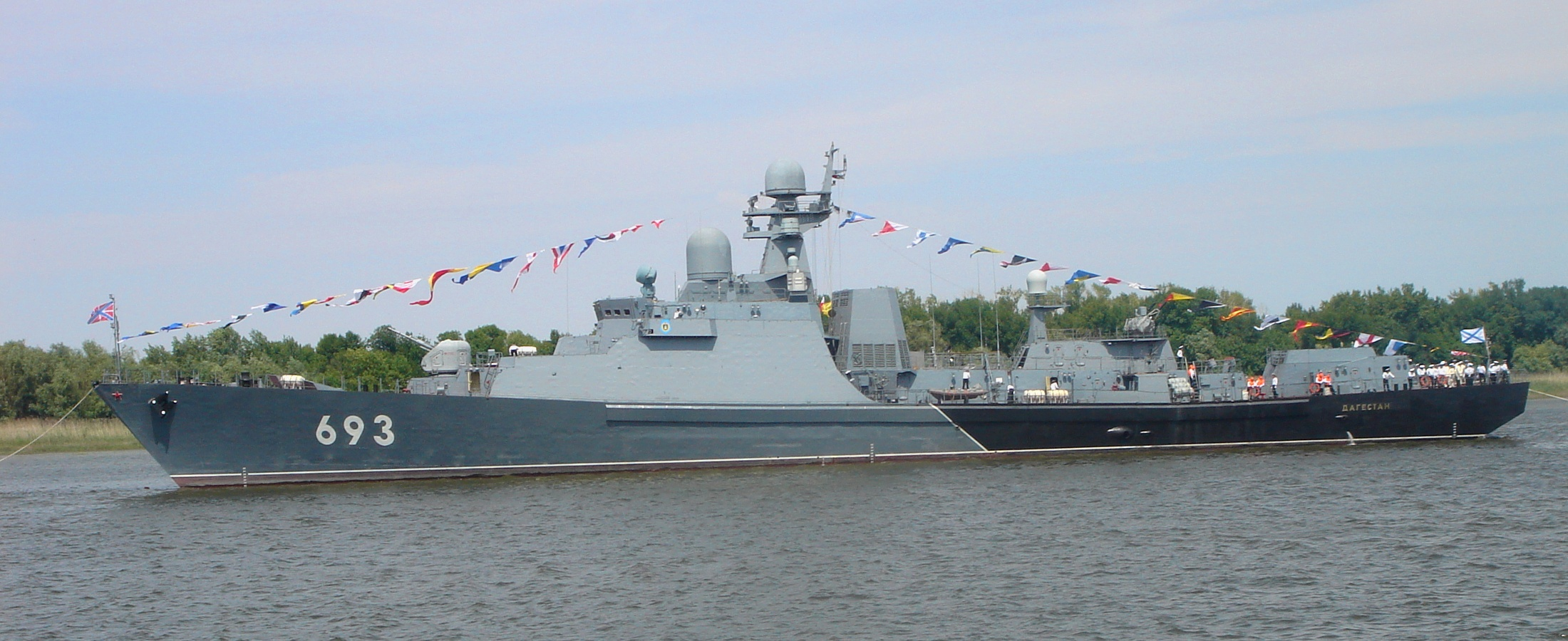
Ракетный корабль «Дагестан»
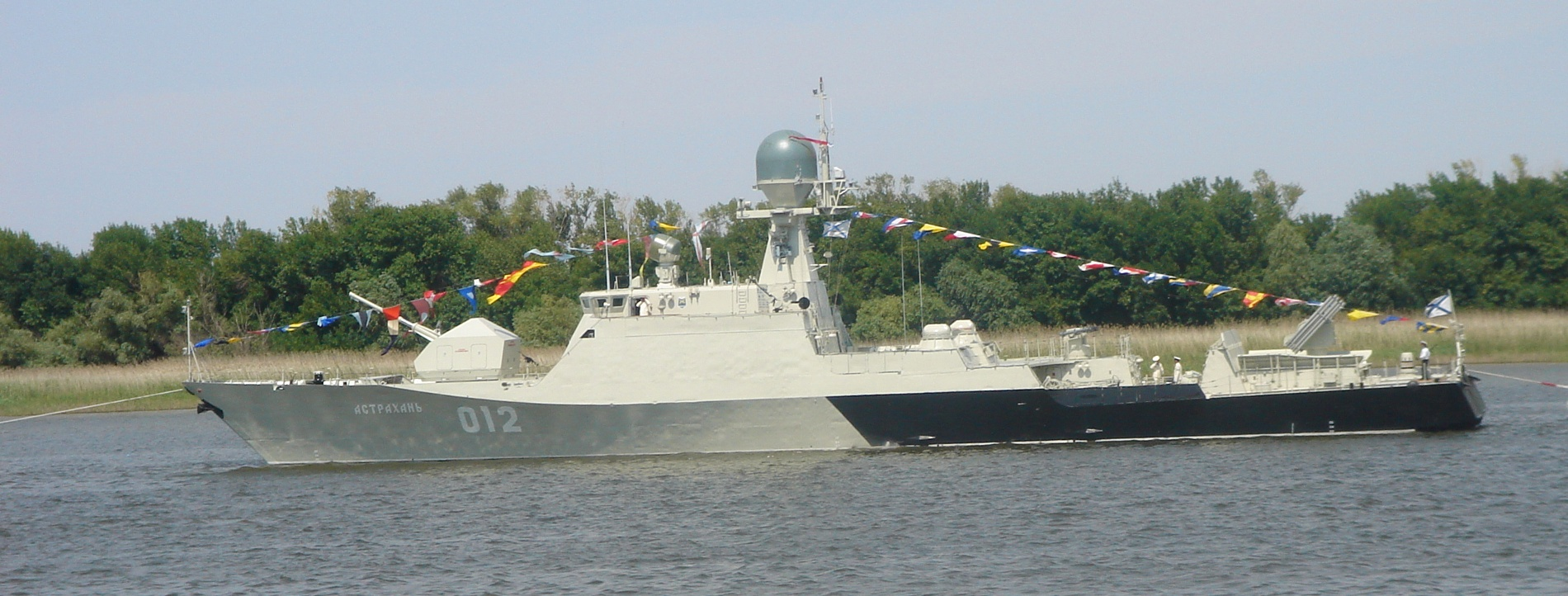
Малый артиллерийский корабль «Астрахань»
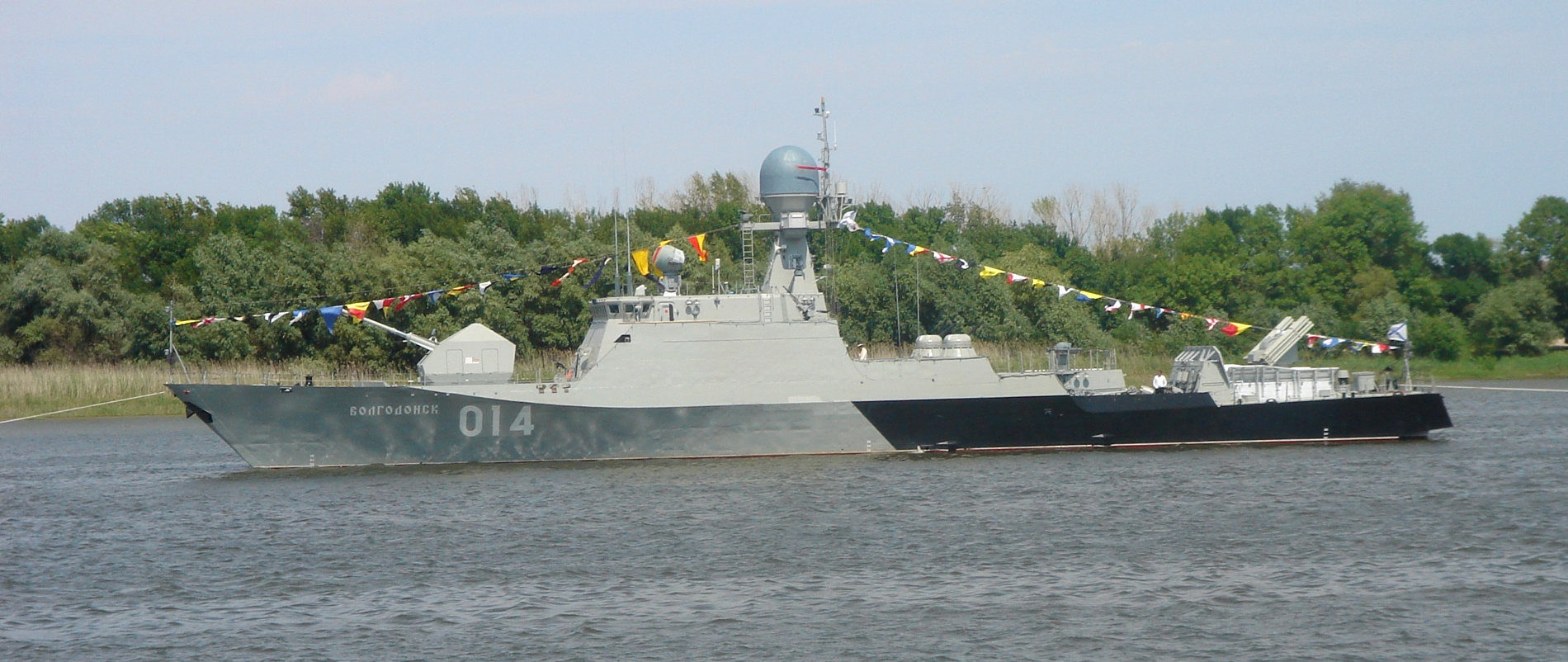
Малый артиллерийский корабль «Волгодонск»
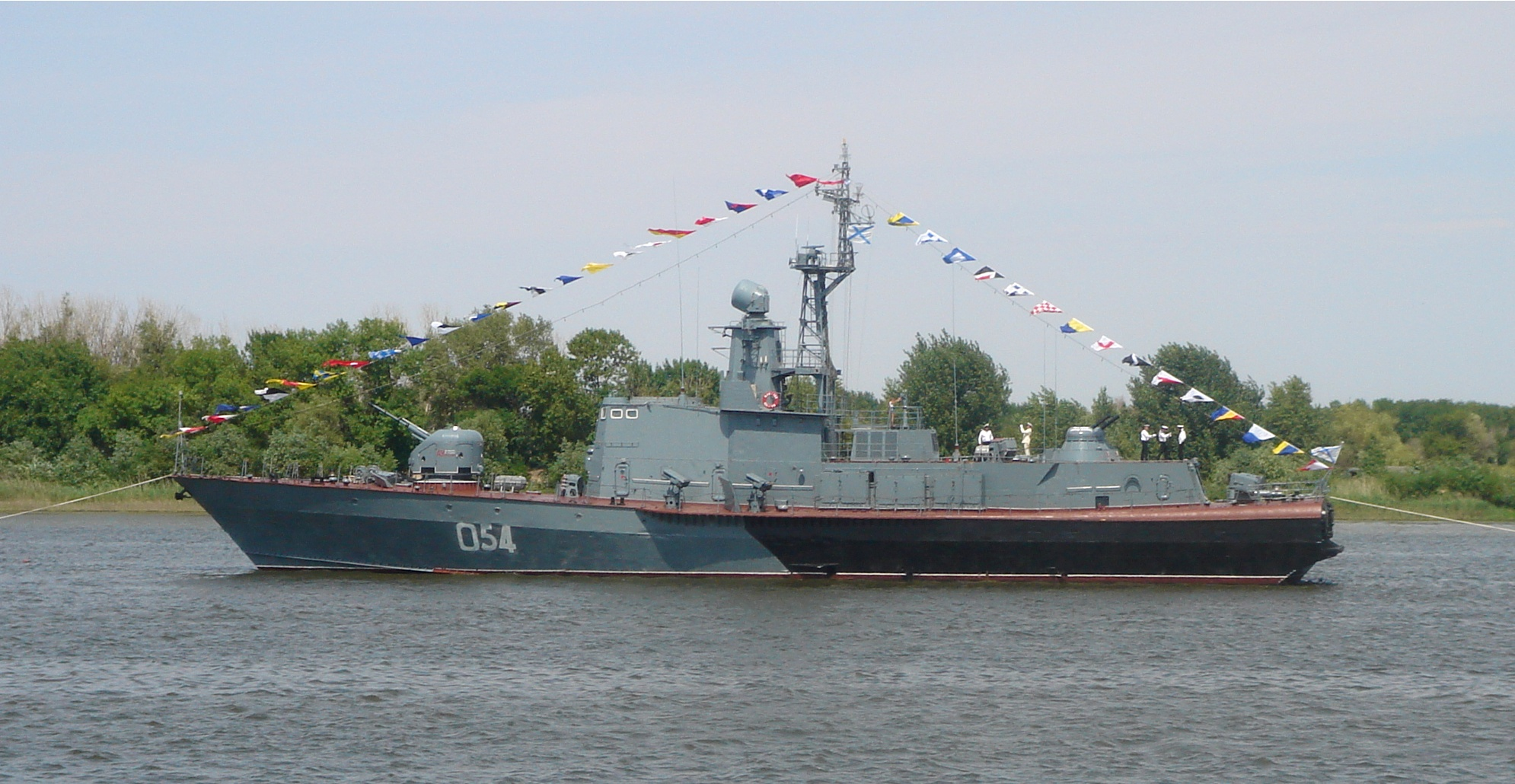
Малый артиллерийский корабль МАК-160
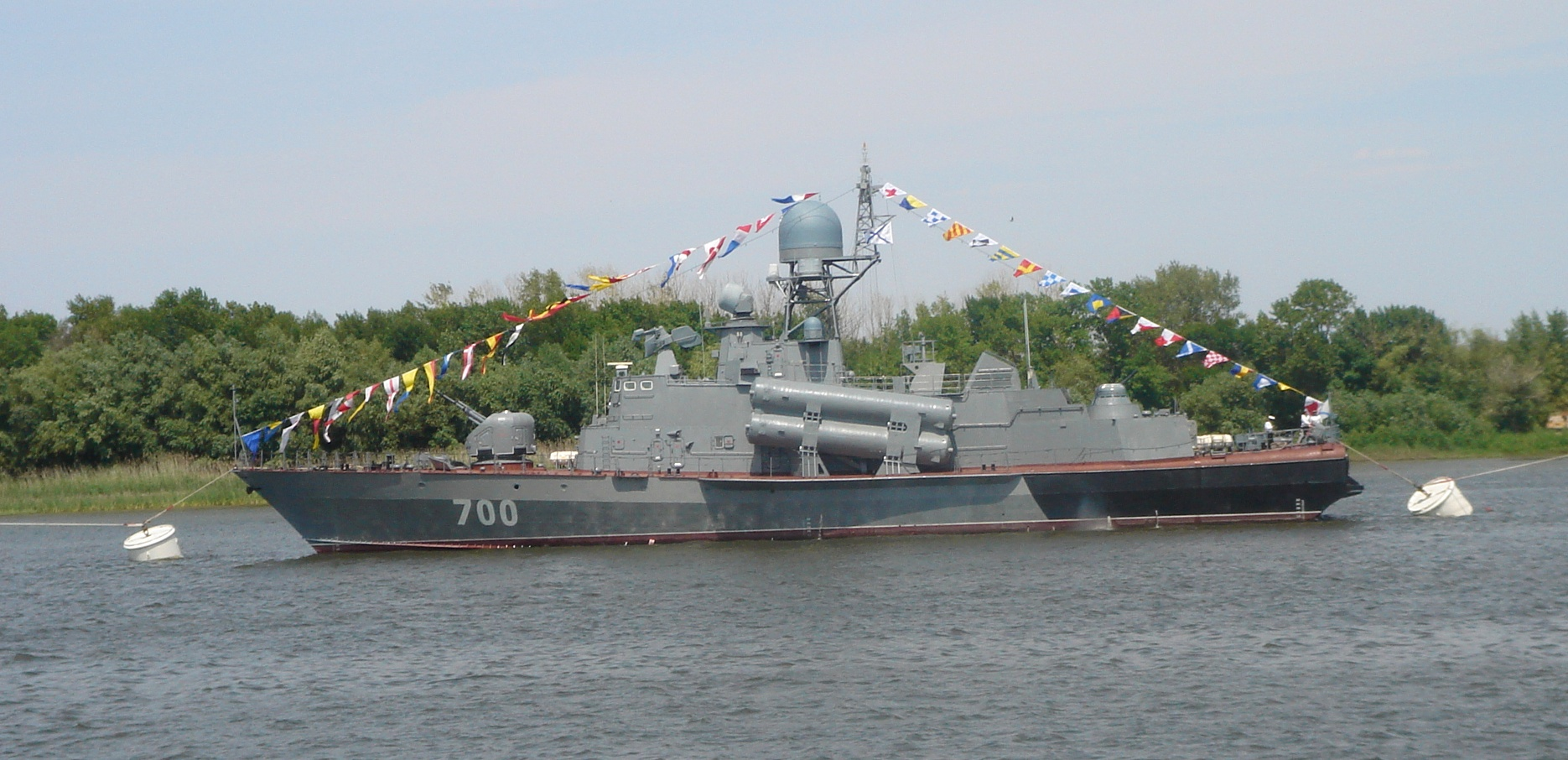
Ракетный катер Р-32 (в 2013 г. перешёл на Балтийское море)
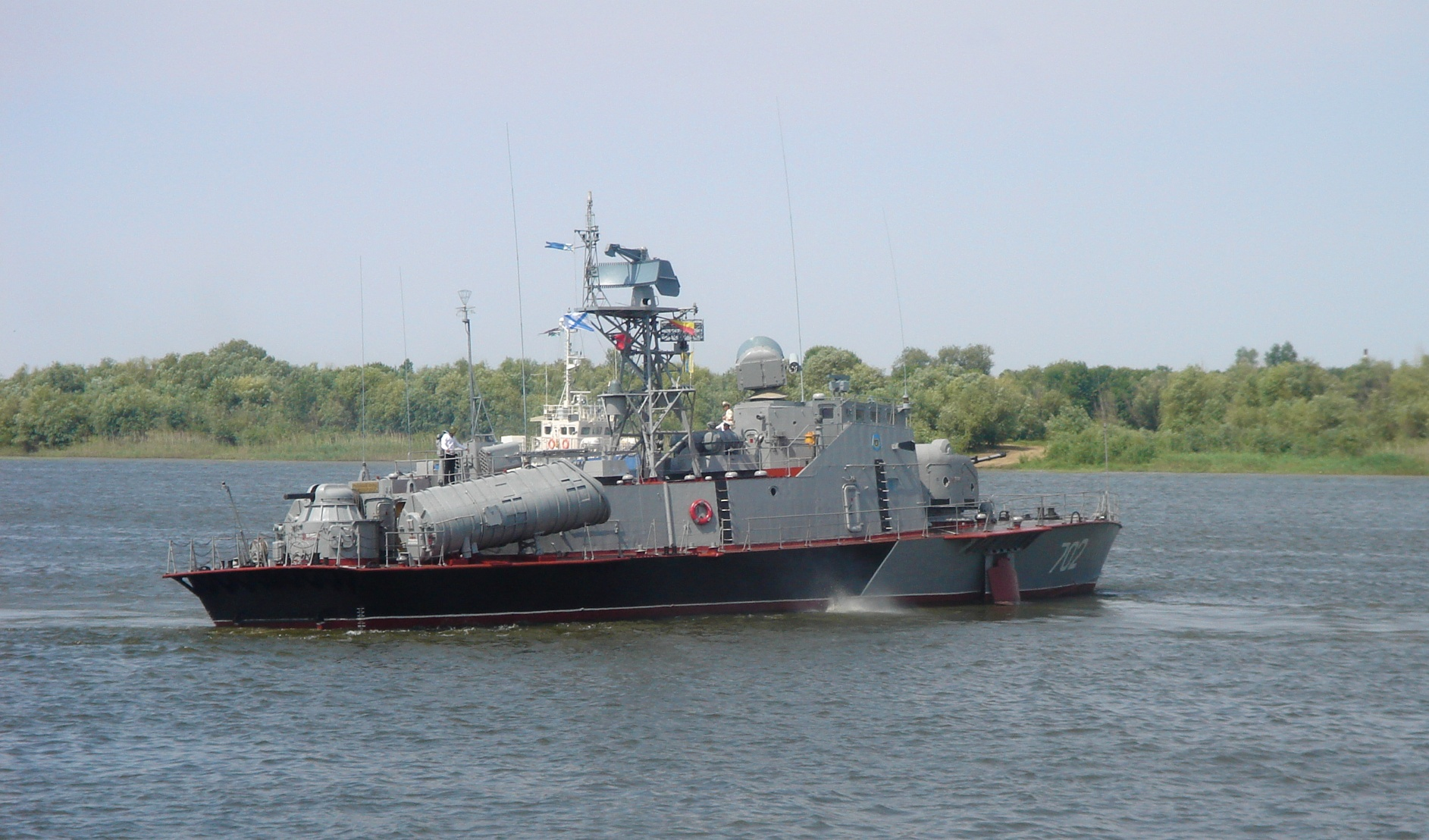
Ракетный катер «Будённовск»
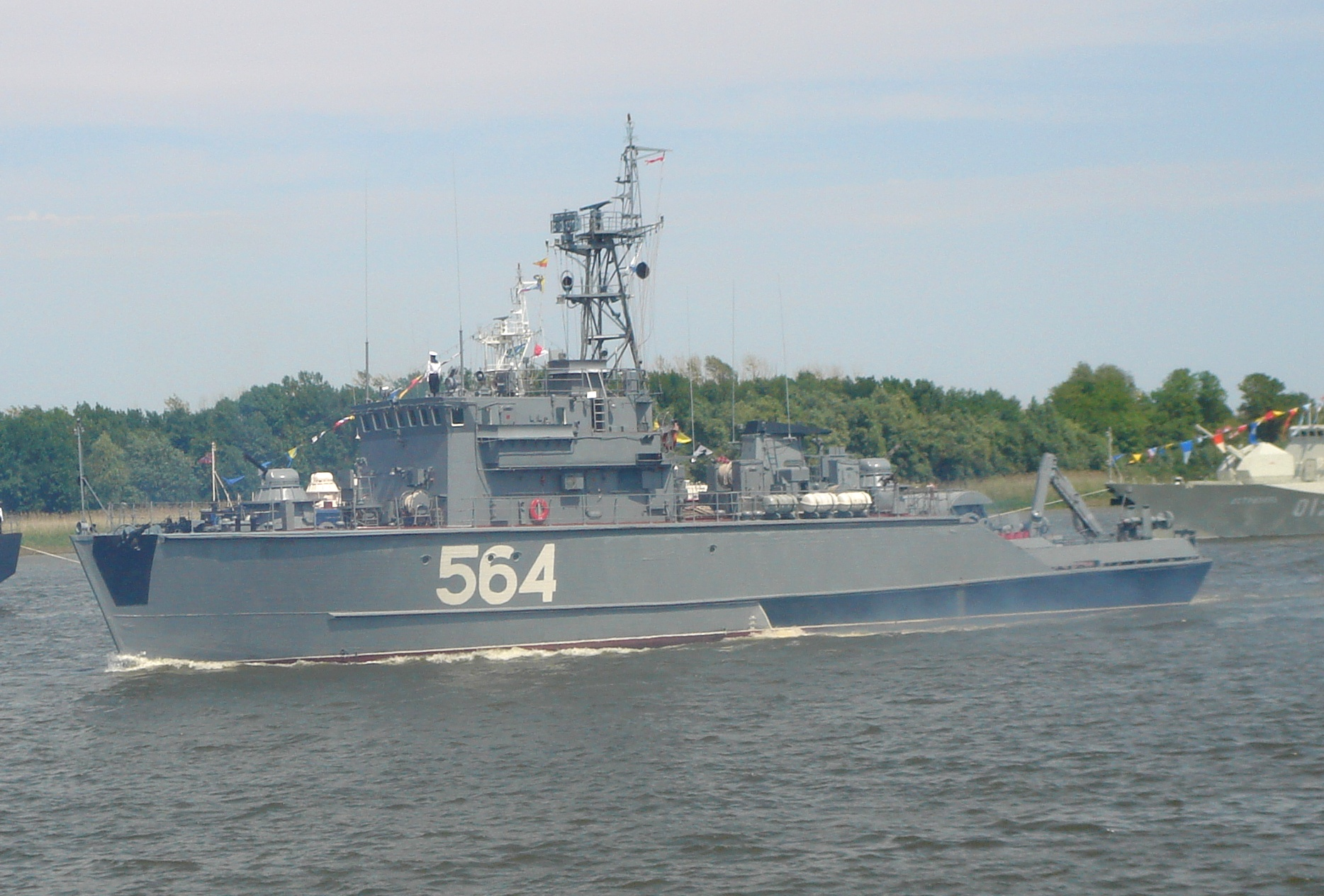
Базовый тральщик  «Магомед Гаджиев»
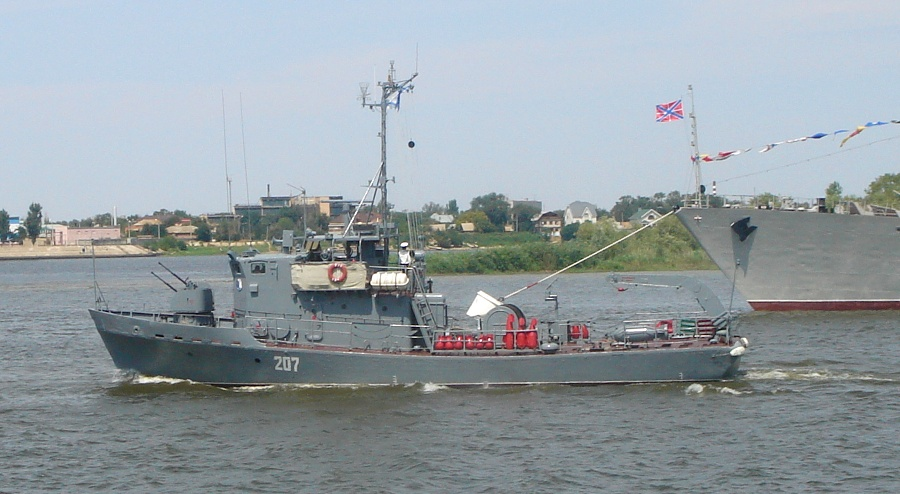
Рейдовый тральщик  РТ-71
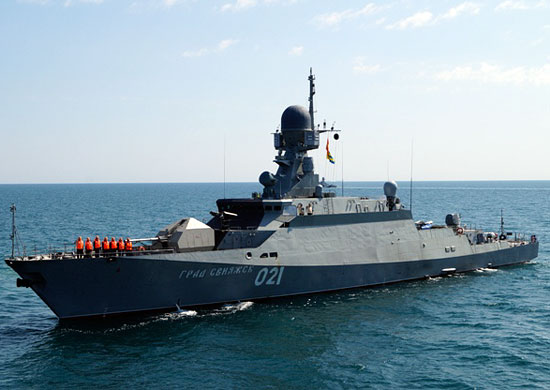
Малый ракетный корабль «Град Свияжск»

## Основные задачи
- Борьба с терроризмом и религиозным экстремизмом.
- Борьба с браконьерами (незаконной добычей чёрной икры).
- Обеспечение российских национальных интересов в зоне нефтяных месторождений.
- Отслеживание и устранение чрезвычайных ситуаций в речном мореходстве.
- Охрана торговых путей.

## Береговые войска
- 177-й полк морской пехоты (Каспийск).
  - 727-й отдельный батальон морской пехоты (Астрахань)
  - 414-й отдельный батальон морской пехоты (Каспийск)
- 847-й отдельный береговой ракетный дивизион (Каспийск).
- 51-й отдельный береговой ракетный дивизион (Каспийск).

## Боевое применение
7 октября 2015 года четыре корабля — «Дагестан» (проекта 11661К), «Град Свияжск», «Великий Устюг» и «Углич» (проекта 21631) — выполнили суммарно 26 пусков из УКСК «Калибр-НК» крылатыми ракетами 3М14 по объектам на территории Сирии, контролируемой антиправительственными формированиями. В результате боевого применения ракет на дальности ~1500 км были успешно поражены 11 целей.
Во время вторжения России на Украину флотилия наносила удары крылатыми ракетами по объектам на территории Украины. Кроме того, 177-й полк морской пехоты участвовал в боях в Херсонской и Запорожской областях

## Командующие

### СССР
- 1931—1932 — Ф. С. Авёричкин
- 1932—1933 — Г. И. Левченко,
- 1933—1934 — Г. П. Киреев,
- 1934—1938 — Д. П. Исаков — флагман 2-го ранга,
- 1938 — В. И. Сумин — капитан 2-го ранга,
- 1938—1939 — А. Г. Головко,
- 1940—1944 — Ф. С. Седельников — контр-адмирал,
- 1944—1946 — Ф. В. Зозуля — вице-адмирал,
- 1946 — Н. О. Абрамов — контр-адмирал,
- 1946—1948 — С. Г. Кучеров — адмирал,
- 1948—1951 — Г. Г. Олейник — контр-адмирал,
- 1951 — Г. Н. Холостяков — вице-адмирал,
- 1951—1954 — А. В. Кузьмин — вице-адмирал,
- 1954—1955 — С. Е. Чурсин — контр-адмирал,
- 1955—1956 — Г. Г. Олейник — вице-адмирал,
- 1956—1960 — А. В. Кузьмин — вице-адмирал,
- 1960—1967 — Г. Г. Олейник — вице-адмирал,
- 1967—1971 — Г. К. Чернобай — контр-адмирал,
- 1971—1973 — Я. М. Куделькин — контр-адмирал,
- 1973—1977 — Л. Д. Рябцев — контр-адмирал,
- 1977—1984 — Г. Г. Касумбеков — вице-адмирал,
- 1984—1987 — В. В. Толкачёв — контр-адмирал,
- 1987—1991 — В. Е. Ляшенко — вице-адмирал,

### Россия
- 1991—1996 — Б. М. Зинин — вице-адмирал,
- 1996—2002 — В. В. Масорин — вице-адмирал,
- 2002—2005 — Ю. В. Старцев — вице-адмирал,
- 2005—2009 — В. П. Кравчук — вице-адмирал,
- 2010—2014 — С. Г. Алёкминский — вице-адмирал,
- 2014—2015 — И. Ф. Ахмеров — капитан 1 ранга,
- 2015—2016 — И. В. Осипов — контр-адмирал[37],
- 2016—2021 — С. М. Пинчук — вице-адмирал,
- 2021—2024 — А. И. Пешков — вице-адмирал,
- с 2024 — О. Ю. Зверев — контр-адмирал.

## Культура
Центральный печатный орган — газета «Каспиец». Астрахань, ул. Кабардинская, д. 40.
Дом офицеров Каспийской флотилии, образован в 1955 году. В Доме офицеров располагается Музей истории и боевой славы Каспийской флотилии. Астрахань, ул. Адмирала Нахимова, д. 58.